# Злата Олешњица (Трутнов)
Злата Олешњица (чеш. Zlatá Olešnice) је насељено мјесто са административним статусом сеоске општине (чеш. obec) у округу Трутнов, у Краловехрадечком крају, Чешка Република.

## Становништво
Према подацима о броју становника из 2014. године насеље је имало 191 становника.